# La Science des rêves
La Science des rêves és una pel·Lícula surrealista de fantasia científica de comèdia del 2006 escrita i dirigida per Michel Gondry. Protagonitzada per Gael García Bernal, Charlotte Gainsbourg, Miou-Miou i Alain Chabat, la pel·lícula parteix d'un conte per anar a dormir escrit per Sam Mounier, que aleshores tenia 10 anys.

## Argument
Stéphane Miroux (Gael García Bernal) és un jove tímid els somnis vius del qual sovint interfereixen amb la seva vida de vigília. Després de la mort del seu pare divorciat a Mèxic, Stéphane es trasllada a París per viure més a prop de la seva mare Christine. Es trasllada a la casa de la seva infància i comença una nova feina que la seva mare li ha trobat en una impremta de calendaris.
A l'Stéphane li havien dit que era una feina creativa i ensenya als seus nous col·legues els seus dibuixos, una col·lecció de dotze il·lustracions que representen desastres únics. Anomena la seva col·lecció "desasterologia". Però ningú a la seva nova feina aprecia el seu talent: la feina no és més que un treball de composició, deixant-lo frustrat, tal com es revela en els seus somnis.
Un dia, mentre surt del seu apartament per anar a treballar, la nova veïna Stéphanie (Charlotte Gainsbourg) el convida al seu apartament; aviat s'adona que és creativa i artística. Planegen junts un projecte, un curtmetratge d'animació basat en un vaixell que estava fent Stéphanie.
A mesura que la història comença a desenvolupar-se, elements surrealistes i naturalistes comencen a solapar-se dins de la realitat d'Stéphane, i l'espectador sovint no sap quines parts constitueixen la realitat i quines són els somnis. Una seqüència de somnis, en què Stéphane somia que les seves mans es tornen absurdament gegants, es va inspirar en un malson recurrent que el director Michel Gondry va tenir quan era nen. A mesura que la línia entre el somni i la realitat es va desdibuixant gradualment, Stéphane s'enamora d'Stéphanie i comparteix amb ella els seus invents, com ara la "màquina del temps d'un segon". Els somnis d'Stéphane comencen a envair la seva vida despert, fent-lo insegur de la realitat i de si els sentiments de Stéphanie per ell són reals.
El cavall de joguina de Stéphanie s'anomena Golden The Pony Boy, una referència a The Outsiders, el significat que insinua de manera commovedora la regressió i el comportament infantil d'Stéphane al voltant d'Stéphanie, que podria derivar-se de la pèrdua de el seu pare. Implantà un mecanisme dins Golden the Pony Boy que el farà galopar. Més tard va rebre una trucada de Stéphanie agraint-li; ella revela que el poni portava el seu nom.
Per a sorpresa de l'Stéphane, el fabricant del calendari accepta la seva idea de "desasterologia" i l'empresa fa una festa en el seu honor, però comença a beure excessivament després de veure Stéphanie ballant amb un altre home. L'endemà, els dos tenen un enfrontament al passadís quan l'Stéphane anuncia que ja no vol ser amic de l'Stéphanie.
Stéphanie s'ofereix a discutir els seus problemes en una cita, però en el seu camí Stéphane té la visió que ella no hi és. Corre cap al seu apartament i li colpeja la porta, quan en realitat, ella l'està esperant a la cafeteria. Stéphanie torna a casa, mentre que Stéphane decideix tornar a Mèxic.
Abans de marxar, la mare de l'Stéphane insisteix perquè s'acomiada formalment de la seva veïna del costat, Stéphanie. En el seu intent de fer-ho, es torna groller, fent bromes ofensives. Mentre el seu comportament antagònic l'empeny, Stéphanie demana a Stéphane que se'n vagi, però ell s'enfila al seu llit, observant dos articles al costat del llit: la seva màquina de temps d'un segon i el vaixell acabat que planejaven utilitzar a la seva pel·lícula d'animació. La pel·lícula tanca amb Stéphane i Stéphanie muntant Golden the Pony Boy a través d'un camp abans de navegar cap al mar amb el seu vaixell.

## Repartiment
- Gael García Bernal com Stéphane Miroux, un jove tímid i creatiu que es trasllada a París per acompanyar la seva mare. La seva mare li aconsegueix una feina en una empresa d'impressió de calendaris a França. S'interessa per la seva veïna del costat, Stéphanie, que també és una persona creativa i artística com ell.
- Charlotte Gainsbourg com a Stéphanie, la veïna del costat d'Stéphane. És una artista que treballa en una botiga de material d'art amb la seva amiga Zoe. No interessada en jugar a jocs romàntics, és reservada però enganxada amb Stéphane. Sembla distant però atenta, cosa que fa que l'espectador endevini els seus sentiments.
- Miou-Miou com a Christine Miroux, la mare de Stéphane Miroux. És la propietària de la veïna d'Stéphane, Stéphanie. També és mestra i té xicot.
- Alain Chabat com a Guy, company d'Stéphane i obsés sexual, que sovint dona consells a Stéphane i el cobreix quan falta a la feina.
- Emma de Caunes com a Zoé, l'amiga de treball d'Stéphanie a qui Stéphane se sent inicialment atret.
- Sacha Bourdo com a Serge, el company de feina d'Stéphane a l'empresa d'impressió de calendaris.
- Aurélia Petit com a Martine, la companya de feina d'Stéphane a l'empresa d'impressió de calendaris.
- Pierre Vaneck com a cap de Monsieur Pouchet Stéphane

## Producció
La pel·lícula va ser escrita i dirigida per Michel Gondry, el seu tercer llargmetratge. Va ser produït per Georges Bermann, Michel Gondry i Frédéric Junqua. La fotografia va ser de Jean-Louis Bompoint, que també és conegut per fer la fotografia de L'Épine dans le cœur (2009) i New York, I Love You' ' (2008). Va ser gravat amb una lent esfèrica.
El pressupost era de 6.000.000 dòlars.
La relació d'aspecte és 1,85:1 i el format negatiu de 35 mm (Fuji Eterna 500T 8573) amb un format de pel·lícula impresa de 35 mm. Longitud de la pel·lícula: 2.925 m (Portugal, 35 mm). Es va rodar en quatre llocs principals, tots a França: Chérence, Val-d'Oise; Forges, Orne; el districte 18è de París 18.

## Recepció
'La Science des rêves va rebre crítiques generalment favorables. Té una puntuació d'aprovació del 70% a l'agregador de ressenyes Rotten Tomatoes. Els crítics del lloc web consensuen: "Encantador i difús, Sleep no és tan absorbent com el treball anterior de Gondry, però la seva bellesa desordenada és la seva pròpia recompensa." On Metacritic it has a score of 70 out of 100.

### Taquilla
La Science des rêves es va estrenar el 22 de setembre de 2006 i va romandre als cinemes fins al 21 de desembre de 2006. La pel·lícula va ser distribuïda per Warner Independent Pictures. A nivell nacional, a Amèrica del Nord, la pel·lícula va recaptar uns 4,6 milions de dòlars. La pel·lícula va fer relativament millor a nivell internacional, on va recaptar 10,4 milions de dòlars. A tot el món, La Science des rêves va recaptar aproximadament 15,2 milions de dòlars

### Resposta crítica
En un article del New York Times de A.O. Scott, un periodista i crític cultural estatunidenc, descriu la pel·lícula com "profundament idiosincràsica" i "tan confiada en la seva raresa" que qualsevol intent de descriure i explicar la pel·lícula seria enganyós. Més tard afirma: "El que estic intentant dir és que 'La Science des rêves', malgrat el seu alegre menyspreu de les lleis de la física, la gramàtica cinematogràfica i la coherència narrativa, em sembla perfectament realista, com una part de la vida autèntica. com m'he trobat a la pantalla des de fa força temps". Scott argumenta que la connexió fluixa dels esdeveniments i la narrativa enganyosa de la pel·lícula són adequades per als seus temes: "El resum argumental, per tant, és irrellevant i impossible. La qual cosa no vol dir que la pel·lícula no tingui una història, només que, com un somni, la narració es mou tant de costat com d'avant, revisant-se i contradient-se a si mateixa a mesura que avança, qui prefereix inventar que explicar, fa un cas plausible que una història d'amor (que és el que és "La Science des rêves") no es pot explicar realment d'una altra manera, l'amor està massa lligat a records, fantasies, projeccions i percepcions errònies per adaptar-se a una estructura lineal convencional."
Molts altres crítics han afirmat que la trama de la pel·lícula és difícil d'entendre, però la comprensió de les emocions i els elements visuals de Gondry és el que fa que la història sigui única i profunda.
Premis
- BBC Four World Cinema Awards 2008 (Nominat), BBC Four World Cinema Award
- Premis Gopo 2008, Romania. (Nominada), Premi Gopos a la millor pel·lícula europea
- Festival de Cinema de Cannes 2007 (Guanyador), Premi de Música de Cinema de la UCMF
- Premis Chlotrudis 2007 (Nominada), Premi Chlotrudis a la millor actriu secundària
- Golden Trailer Awards 2007 (Guanyador), Golden Trailer Millor Independent
- 2007 Italian Online Movie Awards (IOMA) (Guanyat), IOMA Millors efectes especials (Migliori efectes especials)
- Cinema de París 2007 (Guanyador), Premi del Públic Jean-Michel Bernard
- Russian National Movie Awards 2007 (Nominada), Premi Georges Millor pel·lícula independent
- World Soundtrack Awards 2007 (Nominat), World Soundtrack Award Descobriment de l'any Jean-Michel Bernard
- 19ns Premis del Cinema Europeu 2006 (Guanyador), Premi de Cinema Europeu Millor contribució artística Stéphane Rozenbaum, Pierre Pell pel disseny de producció.
- XXXIX Festival Internacional de Cinema Fantàstic de Catalunya 2006 (Nominat), millor pel·lícula Michel Gondry
- 2006 St. Louis Film Critics Association, US (Nominada), Premi SLFCA pel·lícula més original, innovadora o creativa

## Banda sonora
La partitura de La ciència del son va ser composta per Jean-Michel Bernard. Jean-Michel Bernard és un pianista, compositor, pedagog, orquestrador i productor musical francès. També és conegut per escriure, interpretar i gravar bandes sonores de pel·lícules regularment.
La cançó "Instinct Blues" de The White Stripes s'utilitza a la pel·lícula, però no es va incloure a l'estrena de la banda sonora. La cançó "If You Rescue Me", interpretada per una banda de gent vestida com gats en una seqüència de somnis, té la melodia de la cançó "After Hours" de The Velvet Underground però amb lletres diferents.

## Influències
Psicologia jungiana
Com que la pel·lícula La Science des rêves salta constantment d'anada i tornada de la realitat, els somnis, la consciència i el subconscient d'Stéphane, la pel·lícula ha tingut molta influència de la psicologia, la psicologia jungiana específicament, també coneguda com a psicologia analítica. El nom va ser donat per un psiquiatra suís, Carl Jung, que volia distingir els seus estudis de les teories psicoanalítiques de Freud.
L'ús d'arquetips psicològics va ser avançat per Jung el 1919. En el marc psicològic de Jung, els arquetips són prototips innats i universals d'idees i es poden utilitzar per interpretar observacions. Un grup de records i interpretacions associades a un arquetip és un complex, p. ex. un complex mare associat a l'arquetip mare. Jung va tractar els arquetips com a òrgans psicològics, anàlegs als físics, ja que tots dos són dades morfològiques que van sorgir a través de l'evolució.